# Vladimir Melan'in
Vladimir Michajlovič Melan'in (in russo Владимир Михайлович Меланьин?; Balyki, 1º dicembre 1933 – Kirov, 10 agosto 1994) è stato un biatleta sovietico.

## Palmarès

### Olimpiadi invernali
- Oro a Innsbruck 1964 nei 20 km individuale.

### Mondiali
- Oro a Courmayeur 1959 nella gara individuale.
- Oro a Courmayeur 1959 nella gara a squadre.
- Oro a Hämeenlinna 1962 nella gara individuale.
- Oro a Hämeenlinna 1962 nella gara a squadre.
- Oro a Seefeld 1963 nella gara individuale.
- Oro a Seefeld 1963 nella gara a squadre.
- Argento a Elverum 1965 nella gara a squadre.